# Anaspis corcyrica
Anaspis corcyrica là một loài bọ cánh cứng trong họ Scraptiidae. Loài này được Schilsky miêu tả khoa học năm 1899.